# 饒河街観光夜市
饒河街観光夜市（じょうががいかんこうよいち、中国語: 饒河街觀光夜市）は、台湾台北市松山区に位置する観光夜市で、地名の由来は黒竜江省饒河県である。

## 概要
松山区の饒河街に位置し、約600メートルの通りには衣服、雑貨や小吃などの店が並び多くの観光客が訪れる。東端の入口付近には1753年に建てられた松山慈祐宮があり目印となっている。

## 交通アクセス
地下鉄（MRT）
- 台北捷運松山新店線（松山線）松山駅の出口1から徒歩3分。

鉄道（台鉄）
- 台湾鉄路管理局縦貫線 松山駅の北一門出口から徒歩5分。